# 阿爾莫拉孟加拉鯪
阿爾莫拉孟加拉鯪（学名：Bangana almorae）為輻鰭魚綱鯉形目鯉科的其中一個種。被IUCN列為次級保育類動物，分布於亞洲緬甸薩爾溫江流域。

## 扩展阅读
維基物種上的相關：阿爾莫拉孟加拉鯪